# Ernst Kranz (Regisseur)
Ernst Kranz (* 8. März 1900 in Gnadenfeld in Oberschlesien; † ?) war ein deutscher Basssänger, Regisseur und Oberspielleiter der Staatskapelle Weimar.

## Leben
Kranz war Kürschners Theaterhandbuch gemäß zunächst Dr. pol. Zunächst absolvierte Kranz das Gymnasium in Schweidnitz. Er erhielt seine universitäre Ausbildung in Breslau und München. Seine rechts- und staatswissenschaftliche Promotion erfolgte in Breslau 1920. Im Jahre 1925 hatte er sein Debüt in Weimar, wo er im gleichen Jahr auch sein Engagement erhielt. Vier Jahre später wurde er dort Regisseur. Außerdem war Kranz an der Hochschule für Musik Franz Liszt Weimar als Hochschullehrer für Opernregie tätig.  Einer seiner dortigen Schüler war Heimo Erbse. Zu seinem 40. Bühnenjubiläum 1965 in Weimar wurde Kranz zum Ehrenmitglied des Deutschen Nationaltheaters und Staatskapelle ernannt. In dieser Zeit hatte Kranz Regie zahlreiche in Weimar aufgeführten Opern, insbesondere auch die von Richard Wagner u. a. im Jahr 1954 mit dem Der Ring des Nibelungen. Ales Wagner-Sänger stand Kranz in Weimar am 23. Dezember 1949 in der Rolle als Beckmesser in Die Meistersinger von Nürnberg zur Premiere auf der Bühne. Kranz war seit 1952 in Weimar Operndirektor und ab 1. August 1962 Operndirektor ehrenhalber und 1965 mit einer Pensionierung ehrenhalber versehen worden. Am 28. August 1952 hatte Kranz in einer Wagner-Oper in der Premiere von Lohengrin zum 102. Jahrestag deren Uraufführung erstmals die Regie. Außerdem führte er zur Oper Tannhäuser am 30. August 1953 und am 19. April 1957 im Parsifal Regie. Die letzte Premiere einer Wagneroper unter der Regie von Kranz war die der Meistersinger von Nürnberg am 7. Juni 1961. Als weitere Opern, wo Kranz als Sänger oder Regisseur beteiligt war, sind u. a. die Premiere von Ernst Kreneks Jonny spielt auf am 30. Oktober 1927 in der Rolle des Neger Jonny, Jazzbänd-Geiger, als Regisseur im Barbier von Bagdad von Peter Cornelius 1957 und Mozarts Die Zauberflöte am 20. Januar 1955.
Kranz war wohnhaft in der Haeckelstraße 12 in Weimar.